# Аширлієв Байраммурад
Байраммурад Аширлієв (туркм. Baýrammurad Aşirliew; нар. 1948, с. Ерік-Кала, Ашхабадський район, Ашхабадська область, Туркменська РСР, СРСР) — туркменський державний діяч, дійсний державний радник юстиції. 2-й Генеральний прокурор Туркменістану (1993–1997).

## Життєпис
У 1972 році закінчив юридичний факультет Туркменського державного університету.
У 1972–1986 роках – помічник прокурора, слідчий, прокурор Байрам-Алійського району Марийської області.
З 1987 року – прокурор міста Байрам-Алі.
З 1991 року – перший заступник прокурора міста Ашхабада.
З 1992 року – прокурор Ахалського велаяту Туркменістану.
З 7 січня 1993 року – Генеральний прокурор Туркменістану.
3 квітня 1997 року звільнено з посади за «серйозні недоліки в роботі».